# Mornac-sur-Seudre

Mornac-sur-Seudre este o comună în departamentul Charente-Maritime, Franța. În 1 ianuarie 2022 avea o populație de 867 de locuitori.